# Епархия Гуарабиры
Епархия Гуарабиры (лат. Dioecesis Guarabirensis) — епархия Римско-Католической церкви с центром в городе Гуарабира, Бразилия. Епархия Гуарабиры входит в митрополию Параибы. Кафедральным собором епархии Кампина-Гранди является церковь Пресвятой Девы Марии.

## История
11 октября 1980 года Римский папа Иоанн Павел II издал буллу «Cum exoptaret», которой учредил епархию Гуарабиры, выделив её из apxиепархии Параибы.

## Ординарии епархии
- епископ Marcelo Pinto Carvalheria (1981—1995);
- епископ Antônio Muniz Fernandes (1998—2006);
- епископ Francisco de Assis Dantas de Lucena (2008 — по настоящее время).

## Источник
- Annuario Pontificio, Libreria Editrice Vaticana, Città del Vaticano, 2003, ISBN 88-209-7422-3
- Булла Cum exoptaret  (лат.)